# Біла троянда

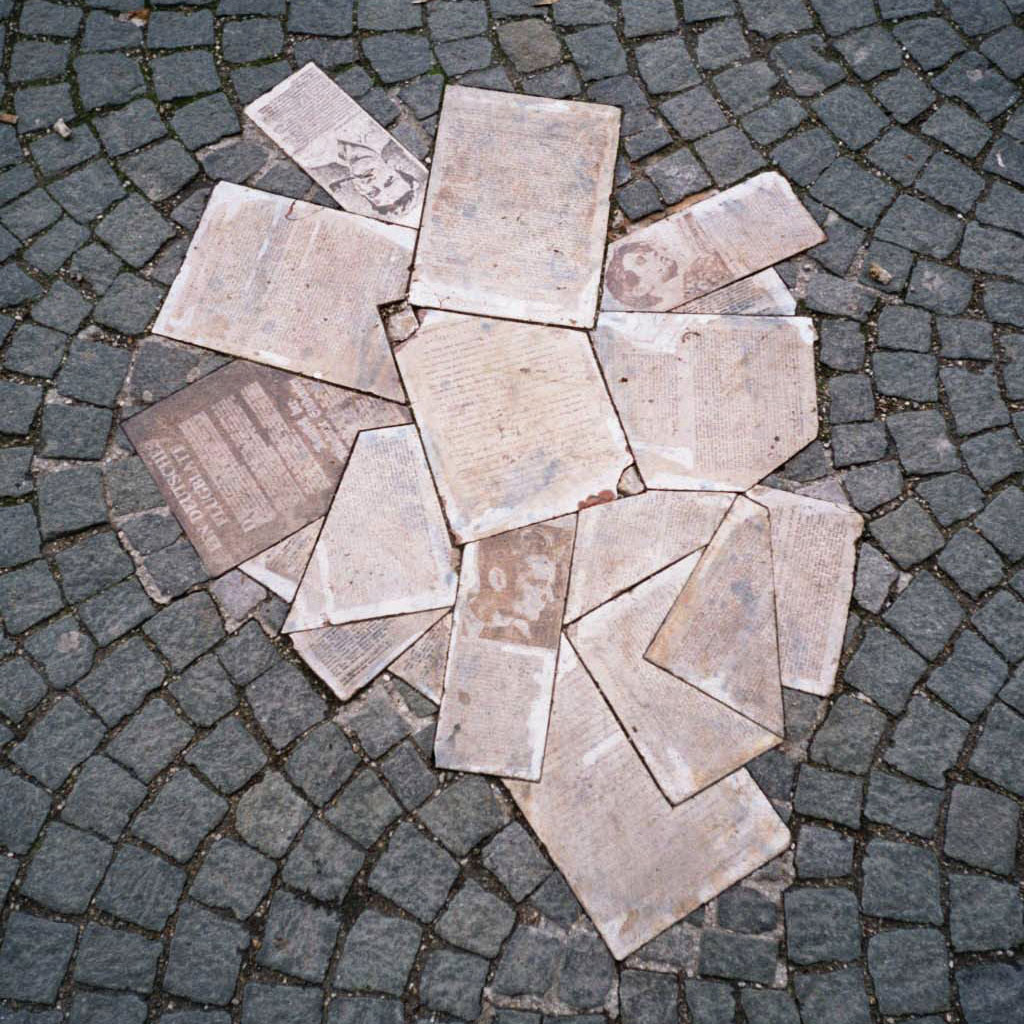
Пам'ятник брату та сестрі Шоль та «Білій троянді» перед Мюнхенським університетом.

Біла троянда (нім. die Weiße Rose) — група спротиву в нацистській Німеччині, яка складалася зі студентів Мюнхенського університету та професора філософії. Група проіснувала від червня 1942 року до лютого 1943 року. Діяльність групи полягала в анонімному розповсюдженні листівок, які закликали до активного спротиву режиму Адольфа Гітлера. Шість головних членів організації були заарештовані Гестапо та покарані обезголовлюванням в 1943 році. Два майдани перед головною будівлею Мюнхенського університету названі на честь членів групи — брата та сестри Шоль та професора Губера.